# Digital Garbage
Digital Garbage è il decimo album in studio del gruppo statunitense Mudhoney. È stato pubblicato il 19 settembre 2018 per l'etichetta Sub Pop.

## Accoglienza
Digital Garbage ha ricevuto recensioni generalmente positive dalla maggior parte dei critici musicali. Metacritic, che assegna un punteggio media ponderata su 100 a recensioni e valutazioni da critici tradizionali, ha assegnato all'album un metascore di 75, basato su 17 recensioni. Allmusic lo ha scelto tra i suoi album rock preferiti del 2018, e Mojo lo ha elencato al 55º posto nella lista dei 75 album migliori del 2018.

## Tracce
Testi e musiche di Mudhoney.
1. Nerve Attack – 2:45
2. Paranoid Core – 2:31
3. Please Mister Gunman – 3:30
4. Kill Yourself Live – 4:48
5. Night and Fog – 4:04
6. 21st Century Pharisees – 2:35
7. Hey Neanderfuck – 2:40
8. Prosperity Gospel – 3:48
9. Messiah's Lament – 3:04
10. Next Mass Extinction – 3:25
11. Oh Yeah – 1:29